# NOPAL

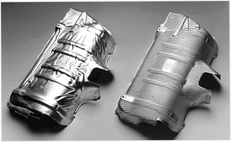
Teil nach dem Umformprozess: links mit herkömmlichem Verfahren, rechts mit dem NOPAL-Verfahren

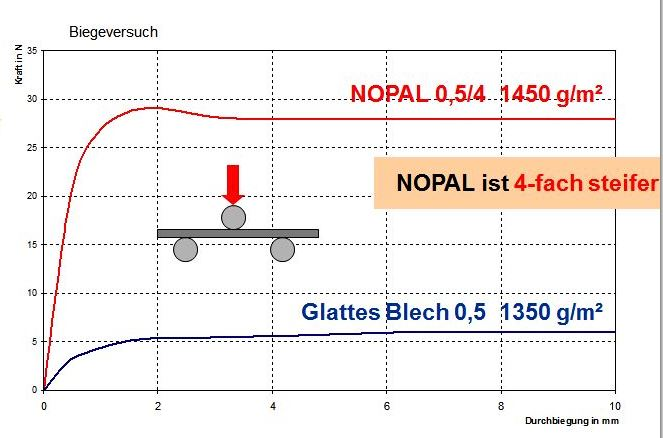
Die NOPAL-Struktur steift aus und ermöglicht dadurch Leichtbauteile; Beispiel: Wärmeabschirmblech im PKW (AUDI)

NOPAL steht für genopptes Aluminium- oder Stahlblech. Das Akronym NOPAL setzt sich zusammen aus geNOPptes ALuminium; analog dazu NOSTAL für geNOppten STAhL. 
Das NOPAL-Verfahren zeichnet sich aus durch eine speziell eingeprägte Makrostruktur in Blechen aus Aluminium und Stahl. Sie wurde vom Erfinder Helmut W. Diedrichs aus Darmstadt für Ressourcen-Einsparung, Leichtbau und einen umweltfreundlichen Umformprozess für Bleche aus Aluminium und Stahl entwickelt. Zur weiteren Umformung der Bleche ist danach kein Fetten oder Entfetten mehr notwendig. Die NOPAL-Struktur gibt dem fertigen Bauteil durch die im Herstellungsprozess entstehende Verfestigung des Materials, verbunden mit einer Erhöhung des Widerstandsmomentes durch die Makrostruktur eine bis zu vierfach höhere Steifigkeit als bei glattem Blech, wodurch der Leichtbau-Effekt entsteht. Das Verfahren hat sich zur Herstellung von Wärmeabschirmblechen im europäischen Automobilbau als Standard etabliert. Der Umsatz in Europa wird auf eine Höhe von jährlich 150.000 t Aluminium und 100 t Stahl bewertet.